# Kuliai
Kuliai (ryska: Куляй) är en ort i Litauen. Den ligger i den västra delen av landet, 260 km nordväst om huvudstaden Vilnius. Kuliai ligger 93 meter över havet och antalet invånare är 704.
Terrängen runt Kuliai är platt. Runt Kuliai är det ganska glesbefolkat, med 38 invånare per kvadratkilometer. Närmaste större samhälle är Plungė, 17,3 km nordost om Kuliai. I omgivningarna runt Kuliai växer i huvudsak blandskog.